# Calycomyza cruciata
Calycomyza cruciata är en tvåvingeart som beskrevs av Valladares 1992. Calycomyza cruciata ingår i släktet Calycomyza och familjen minerarflugor. Inga underarter finns listade i Catalogue of Life.